# إبراهام نافا
إبراهام نافا (بالإسبانية: Abraham Nava)‏ هو لاعب كرة قدم مكسيكي، ولد في 23 يناير 1964 في مدينة مكسيكو في المكسيك. شارك مع منتخب المكسيك تحت 20 سنة لكرة القدم ومنتخب المكسيك لكرة القدم. أما مع النوادي، فقد لعب مع طوروس نيزا ونادي أونيفرسيداد ناسيونال ونادي مونتيري ونادي نيكاكسا.

## مسيرته الكروية
لعب إبراهام نافا خلال مسيرته الاحترافية مع 4 أندية في خمسة عشر موسمًا وسجل خلالها 15 هدفًا ضمن 324 مباراة. ولم يفز بأي موسم بالكأس وفاز في موسم واحد بالدوري.
خاض إبراهام نافا مسيرته مع نادي أونيفرسيداد ناسيونال في موسم 1984–85 في المرة الأولى ليلعب معه سبعة مواسم ثم في موسم 1996–97 ولمدة موسمين، مشاركًا طوالها في 187 مباراة سجل خلالها 13 هدفًا. ثم انتقل إلى نادي نيكاكسا في موسم 1991–92 واستمر معه طيلة ثلاثة مواسم، حيث شارك في 80 مباراة سجل خلالها هدفًا واحدًا. لينتقل بعدها إلى نادي مونتيري في موسم 1994–95 ولمدة موسمين، مشاركًا في 54 مباراة سجل خلالها هدفًا واحدًا أيضًا. ثم انتقل إلى نادي طوروس نيزا في موسم 1997–98 لمدة موسم واحد، مشاركًا في 3 مباريات ولم يسجل أي هدف.

## وصلات خارجية
- إبراهام نافا على موقع الاتحاد الدولي (مؤرشف)  (الإنجليزية)
- إبراهام نافا على موقع قاعدة بيانات كرة القدم.إي يو (الإنجليزية)
- إبراهام نافا على موقع ناشيونال فوتبول تيمز (الإنجليزية)